# جان ماتئو راننزی
جان ماتئو راننزی (ایتالیایی: Gian Matteo Ranzi؛ زادهٔ ۳۱ ژانویه ۱۹۴۸) کشتی‌گیر اهل ایتالیا بود.
وی در مسابقات کشوری و بین‌المللی در مجموع برندهٔ ۱ مدال برنز شده‌است.